# Reverse (producer)
Reverse, pseudoniem van Sergio van Gonter, is een Nederlands producer, componist en artiest. In de Nederlandse hiphopscene werkte hij o.a. samen met De Jeugd van Tegenwoordig, The Opposites, The Partysquad, Gers Pardoel en Adje, en had hij cross-oversucces in de hitparades. Zijn eerste hit als producer was Wat Wil Je Doen met The Partysquad in 2005. Samen met Gers Pardoel scoorde hij eind 2011 een monsterhit in Nederland en Vlaanderen: sinds mei 2012 is Ik neem je mee de meest succesvolle Nederlandstalige hit ooit in de Nederlandse Top 40. 

## Biografie
Reverse maakte zijn eerste beats op zijn PlayStation met Music 2000. Later ruilde hij zijn spelcomputer voor een pc met het primitieve Fruityloops-programma. Met zijn neef Darryl maakte hij al op jonge leeftijd rapmuziek; ook later in zijn carrière brengt hij zelf nog verses uit. In 2003 was een grote stap in van Gonters ontwikkeling als producer met een beat voor de rapgroep Tuindorp Hustler Click uit Amsterdam-Noord, waaruit de track Mijn Hart zou ontstaan. 
Reverse was van 2005 tot 2012 een vaste waarde in de Nederlandse hiphopscene met vele hits waaronder Stel Je Voor met Yes-R en Baas B en Wat Wil Je Doen met The Partysquad in 2005, Geen Klasse, Geen Style voor The Opposites in 2006, Non Stop (2007) met Brainpower en The Partysquad en in 2008 Boks Ouwe met Brainpower, Whoop Whoop met Dicecream, Sjaak en Darryl en Stuk van The Partysquad. In 2011 volgde het reeds genoemde Ik Neem Je Mee. 
In 2012 vervoegde Reverse met het oog op een internationale doorbraak zich bij het gerenommeerde producer/songwritersduo Tricky Stewart en The-Dream. Hij produceerde onder andere tracks voor de albums van Nicole Scherzinger, Chris Brown en Tamar Braxton. Tamar Braxton ontving een Grammy-nominatie voor haar album met werk van Reverse.
In 2014 bracht Van Gonter tijdens een korte terugkeer in Nederland het album Retro uit. Het project bevat samenwerkingen tussen toentertijd opkomend talent als Lil' Kleine, Idaly en Frenna, en gevestigde waarden als Jayh, Adje en Kempi. Het volledige project werd in slechts enkele weken opgenomen en uitgebracht.
Na een muzikale break van enkele jaren maakt hij eind 2017 zijn terugkeer als executive-producer op de ep NU van Idaly. In het voorjaar van 2019 neemt hij eenzelfde rol op zich door nagenoeg de gehele productie van IDALY, Idaly's debuutalbum, op zich te nemen. Een remix van de leadsingle, Wine Slow, in samenwerking met Ronnie Flex, Famke Louise en Bizzey, behaalt een derde plaats in de Nederlandse Single Top 100 en markeert de terugkeer van Reverse als producer aan het front van de Nederlandse muziekindustrie.
In november 2019 maakte Reverse bekend dat hij zijn eigen label is gestart in samenwerking met Top Notch: BOOMIN’ Recordings. Met het label wil Reverse zich richten op nieuwe talenten: "Het plan is om muziek uit te brengen in meerdere genres en me te richten op alles wat tussen pop en urban in zit. Daarnaast denk ik dat er in Nederland veel ruimte is voor nieuw talent, en wil ik vrouwelijke artiesten graag supporten.” Het eerste wapenfeit is de maxisingle 'November' van Ayden, die eerder met ‘Till It Hurts’ een wereldhit scoorde met Yellow Claw.

## Productiestijl -en invloeden
De productiestijl van Reverse wordt gekenmerkt door de opvallende samples die hij als basis voor zijn muziek gebruikt. Het ritme van abstract vervormde menselijke geluiden over huiselijk geruis tot industrieel kabaal, Reverse vindt steeds zijn herkenbare drum en sound. Timbaland en Zwolse producer Kubus worden genoemd als grootste inspiratie.

## Prijzen en nominaties
| Jaar | Prijs             | Categorie      | Muziek       |     |
| ---- | ----------------- | -------------- | ------------ | --- |
| 2008 | State Awards 2008 | Beste Single   | Stuk         | Nom |
| 2008 | State Awards 2008 | Beste Producer |              | Nom |
| 2010 | State Awards 2010 | Beste Single   | Fock Wachten | Nom |
| 2010 | State Awards 2010 | Beste Producer |              | Nom |
| 2010 | State Awards 2010 | Beste Mixtape  | Slordig      | Nom |

## Discografie

### Albums
| Album             | Verschijnen   | Label           | Hitlijsten | Hitlijsten | Hitlijsten | Hitlijsten | Opmerkingen |
| Album             | Verschijnen   | Label           | BE (VL)    | BE (VL)    | NL         | NL         | Opmerkingen |
| Album             | Verschijnen   | Label           | Piek       | Weken      | Piek       | Weken      | Opmerkingen |
| ----------------- | ------------- | --------------- | ---------- | ---------- | ---------- | ---------- | ----------- |
| Retro             | 8 juni 2014   | Retro Music     | —          | —          | 8          | 1          | Studioalbum |
| Legacy (met Adje) | 11 maart 2022 | Boomin' Records | —          | —          | 19         | 2          | Studioalbum |

### Nummers met notering(en) in een hitlijst
| Lied                                                         | Verschijnen      | Album                        | Hitlijsten | Hitlijsten | Hitlijsten  | Hitlijsten  | Hitlijsten   | Hitlijsten   | Opmerkingen       |
| Lied                                                         | Verschijnen      | Album                        | BE (VL)    | BE (VL)    | NL (Top 40) | NL (Top 40) | NL (Top 100) | NL (Top 100) | Opmerkingen       |
| Lied                                                         | Verschijnen      | Album                        | Piek       | Weken      | Piek        | Weken       | Piek         | Weken        | Opmerkingen       |
| ------------------------------------------------------------ | ---------------- | ---------------------------- | ---------- | ---------- | ----------- | ----------- | ------------ | ------------ | ----------------- |
| Stuk (met The Partysquad, Dio, Sef en Sjaak)                 | 25 januari 2008  | —                            | —          | —          | 6           | 9           | 11           | 12           |                   |
| Whoop whoop (met DiceCream, The Partysquad, Darryl en Sjaak) | 8 oktober 2008   | De blaastest (van DiceCream) | —          | —          | 20          | 7           | 29           | 10           |                   |
| Ik ga hard (met The Partysquad, Adje, Gers Pardoel en Jayh)  | 14 januari 2011  | —                            | —          | —          | 16          | 9           | 8            | 26           |                   |
| Helemaal naar de klote (met The Partysquad, Jayh en Sjaak)   | 7 februari 2013  | —                            | tip59      | —          | 28          | 5           | 14           | 24           | Goud in Nederland |
| Blijf hangen (met Sharon Doorson en Jayh)                    | 1 september 2014 | Retro                        | —          | —          | tip6        | —           | —            | —            |                   |
| Jungle (met Cor)                                             | 2 februari 2021  | Beloofd (van Cor en Reverse) | —          | —          | —           | —           | 67           | 1            |                   |
| Alles wat ik wil (met Cor, Idaly en Ronnie Flex)             | 23 juli 2021     | Beloofd (van Cor en Reverse) | —          | —          | —           | —           | 94           | 1            |                   |
| Hier ver vandaan (met Cor en Frenna)                         | 8 oktober 2021   | Beloofd (van Cor en Reverse) | —          | —          | —           | —           | 67           | 1            |                   |

## Lijst van producties van Reverse

### 2005
Losse tracks
- The Partysquad - Wat wil je doen (met The Opposites, Spacekees, Willie Wartaal, Darryl & Heist-Rockah)
- Yes-R - Stel je voor (met Baas B)

### 2006

#### The Opposites-Rauwdauw
- 01. Geen Klasse, Geen Stijl
- 03. Kotsmisselijk
- 08. Willem
- 09. Homeboys

Losse tracks
- The Partysquad & Brainpower - Non Stop

### 2007

#### Kempi -Mixtape 2: Rap 'n Borie
- 08. Zwart In Mijn Zakken

#### Nino -Transmigratie 2
- 04. Het Is Aan

Losse tracks
- De Jeugd van Tegenwoordig - Shenkie

### 2008

#### Dio-Rock & Roll
- 11. Papa
- 12. Cool (met Jayh)
- 13. Ruimteschip (met De Jeugd van Tegenwoordig)

#### U-Niq-Het Kapitalisme
- 04. K.O.
- 09. Aandacht

#### Negativ-HinderlijkMixtape
- 03. Logisch
- 04. Skud Skuddem (met Dio, Sef & Sjaak)
- 05. Spacen in Amsterdam
- 06. Money Money, Buit Buit
- 08. Kutdag
- 10. Bla Bla

#### Brainpower -Hard
- 02. Boks Ouwe

Losse tracks
- RBDjan - Vuur
- The Partysquad - Stuk (met Dio, Sef & Sjaak)

### 2009

#### Zwart Licht-Bliksemschicht
- 07. Fair Play

#### Kempi-Mixtape 3.2: Du Evolutie van 'N Nigga
- 04. Dus dat (met R. Kay)

#### Jayh-Jayh.nl EP
- 13. Cool (met Dio)

#### Dicecream-De Blaastest het Album
- 12. Whoop Whoop (met Darryl, The Partysquad & Sjaak)

### 2010

#### THC Recordz-THC Recordz Mixtape vol. 2
- 06. Niet Naar Huis (met Jayh, Big2, Mr. Menaze, Rotjoch, Naffer, Badboy Taya, Lange Frans, Brainpower, Kempi & RBdjan)

#### Klemma -Du Disciepel: The Rise of Jimmy Balans
- 05. Alpha

#### Jayh &Adje-Slordig
- 01. Fock Wachten
- 07. That Money Bwooy
- 08. Bang Bang
- 09. Never Nooit Vriendje
- 10. Doe de Thing
- 11. Het is Aan

#### I Am Aisha-I Am Aisha EP
- 05. Fokkin Normaal

#### Hef-Hefvermogen
- 09. Uitpakken (met Adje)

#### Negativ -Hinderlijker Mixtape
- 12. Tantoe Hard
- 14. Stop

Losse tracks
- Adje - Wat Weet Je Nou?! (met Dio & Sef)

### 2011

#### Jayh -Jayh Jawson
- 01. Never Nooit Vriendje
- 04. Gek (met Kleine Viezerik)
- 08. Alleen Jij
- 09. Druppeltjes
- 10. Ik wil Jou

#### Gers Pardoel-Deze Wereld Is Van Jou
- 05. Ik neem je mee
- 09. Spookstad

#### Sef-De Leventje EP
- 02. De Ruler

#### Sef -De Leven
- 02. Diamanten
- 03. Renaissance Man
- 13. Blits (met Jiggy Dje)

#### Ski Leraar Bruin Money Gang -Ski or Die
- 04. Je Gaat Slecht

#### Dio -Computer Liefde
- 01. Welkom (In de Toekomst)
- 02. Interlude
- 03. Computerliefde
- 04. Techno (met Vieze Fur)
- 05. December 26
- 06. Robot
- 07. Outrolude

#### Metz -Maximus de Burgemeester
- 15. BoB (met Dicecream & Negativ)

Losse tracks
- The Partysquad - Ik Ga Hard (met Gers Pardoel, Jayh & Adje)
- Adje - New Shit (met Jayh)
- Darryl - Dichtbij
- Shary-An - Six Feet Under

### 2012

#### Lange Frans-Levenslied
- 04. Hallo
- 12. Diep (met Jayh)

#### Dio -Benny Bravo mixtape
- 05. Snelle Leven
- 08. Zomertijd
- 10. Dondadda (met Jayh)
- 12. Fuck Yeah!
- 13. De Nigger, de Moker, de Tatta (met Sef & Faberyayo)
- 14. D.I.O.

#### Sjaak -Strijdersysteem EP
- 05. Kom En Doe Het Voor Me

#### Adje -Hele Meneer #Dingems
- 01. Dingems (intro)
- 02. Hele Meneer
- 03. Wang Bollings
- 04. Lucht
- 05. Ruik naar Geld
- 06. Picture Me Rolling
- 07. Pitten

#### Hef -Papierwerk
- 13. Stapel Op (met Reverse en Adje)

Losse tracks
- Adje - Tis OK
- Adje - Draf (met Jayh)
- Adje - Je Weet Ik Ben Een Slodder (met Sigourney)

### 2013

#### Adje -Vossig
- 01. Hooligan (met Reverse)
- 02. Beloofd
- 04. Dierenwinkel (met Reverse)
- 05. Nikszeggings
- 06. Gangsta (met Mani, Hef en Crooks )
- 07. Hoe Laat (met Willem en Reverse)
- 08. Hele Meneer
- 09. B.A.M. (met Akwasi)
- 10. Ik Ben Je Homey
- 11. In De Bus
- 12. Liever Alleen
- 13. Never Stop
- 14. Hoor Ze Niet (met Reverse en Beenie Man)
- 15. Niet Meer Als Toen (met Reverse)

#### Tamar Braxton -Love and War
- 03. Stay and Fight

### 2014

#### Gers Pardoel -De Toekomst Is Van Ons
- 03. Louise

#### B-Brave-De Eerste Date
- 02. Up

#### Reverse -RETRO
- 01. Waddup Nigga (met Adje)
- 02. Dat Wil Ik Nu Hebben (met Idaly, Ronnie Flex en Frenna)
- 03. Seksplosief (met De Jeugd Van Tegenwoordig)
- 04. Jong Stunna (met Idaly)
- 05. Dat Is Dat Ding (met The Partysquad, Jayh, CHO, Bokoesam en MocroManiac)
- 06. Voor Altijd (met Lil' Kleine)
- 07. Portemonnee (met Idaly en Willem)
- 08. Blijf hangen (met  Jayh en Sharon Doorson)
- 09. Breng 't Voor Me (met MocroManiac, Idaly en Na'Gee)
- 10. Niet Doen (met MocroManiac en Kempi)
- 11. Misselijk (met Adje en Kalibwoy)

### 2015

#### I Am Aisha -Geisha
- 05. B*tches

### 2016

#### Jebroer-ELF11
- 03. Tot Ik Grijs Ben (met Ronnie Flex)

### 2017

#### Paul Sinha-Niet Zomaar
- 18. Niet Zomaar - Outro

#### Bokoesam-Solo
- 17. Shawty

#### Jonna Fraser-Blessed 2
- 01. Bandz (met CHO)
- 05. Global (met Chivv)
- 12. Oh Lord
- 13. Rijklaar

#### Idaly-NU
- 01. Wow
- 02. Willen Jouw Zijn
- 03. Is Dat Jouw Bitch
- 04. Moodswings (met Cartiez)
- 05. Relax
- 06. Bewegen (met Jonna Fraser)
- 07. 1087 (met 3robi)
- 08. Shawty (met Bokoesam)
- 09. Voor De Deur (met Jonna Fraser en CHO)
- 10. Alles Verdient

Losse tracks
- Ali B - Obesitas (Titelsong Patser) (met Dopebwoy en Mula B)
- Jonna Fraser - Chapter

### 2018

#### Josylvio-Hella Cash
- 10. Skiemen (met Frenna)

#### CHO-GEEN INTERVIEW
- 01. ROOD

#### Idaly -Geactiveerd
- 01. yah. (met Jandro)

#### Idaly -Andere Tijden
- 01. wine slow
- 02. bel je op </3

#### Idaly -Minder Is Meer
- 01. Lil mama (met Josylvio)
- 02. ASS (met Mula B en Bizzey)

#### Broederliefde-We Moeten Door 2
- 08. Waar wacht je op

Losse tracks
- Idaly - Wine Slow (Remix) (met Ronnie Flex, Famke Louise en Bizzey)
- Idaly - Fallin' (met SFB en Ronnie Flex)

### 2019

#### Vic9-Bloed
- 08. Chanel (met Idaly)

#### Idaly -IDALY
- 01. veel aan me hoofd
- 02. on the road
- 04. bad (balenciaga)
- 05. lil mama (met Josylvio)
- 06. alleen jouw (met Famke Louise)
- 07. (interlude)
- 08. niet met de fake (met Adje en 3robi)
- 09. heat (met Bokoesam en NAVI)
- 10. nog steeds the same
- 11. birthday (met Emms)
- 12. suffer (met Frenna)
- 13. ik voel je
- 14. fallin' (met SFB en Ronnie Flex)
- 15. wine slow (Remix) (met Ronnie Flex, Famke Louise en Bizzey)

#### CHO -SINCE '93
- 09. 4 EVER (met Adje)
- 10. HELD
- 19. 10 OPROEPEN

#### Sevn Alias -Sirius
- 14. Finesse (met Jonna Fraser en Idaly)

#### Chivv -2 Borden, 1 Tafel
- 14. Play Me (met Ayden en Hef)

#### Josylvio -Gimma
- 07. Geboren Flex (met Idaly)

#### Ayden-November
- 01. Jij Weet 't  (met Idaly)
- 02. Te Laat  (met CHO)

#### Sevn Alias -TwentyFourSevn 4
- 02. Van Ver
- 05. My Guy
- 08. Nacht Actief
- 13. Rain Jacket (met Jonna Fraser)

Losse tracks
- CHO - Fluit (met Idaly)
- Bizzey & Idaly - Laat Je Niet Gaan

- Chivv - Expose Zwarte Piet

- Lil' Kleine - Dichterbij je
- Lil' Kleine - Blijven
- Boef - Memories

### 2020

#### Lil' Kleine-Jongen Van De Straat
- 09. Aan Je Zitten (met Wizkid)
- 15. Ogen (met Frenna en Maleek Berry)
- 16. Pony
- 17. Dichterbij je
- 18. Blijven

#### Ayden -Februari
- 01. T-Shirt

#### Ayden -Juni
- 01. Déjà Vu (met Ronnie Flex)
- 02. Yahya

#### Idaly x Sevn Alias -IDALIAS MIXTAPE
- 04. Geen Issue
- 05. Lit
- 06. Jet (met Adje)

#### Idaly -Eerlijk
- 01. Prime Time
- 03. Vrij
- 04. Blessings Van Boven
- 05. Geen Back Up (met CHO)
- 06. Hell Of A Grind
- 08. Faded
- 10. 1995 (met Adje en RBDjan)
- 11. Family (met Kevin)
- 12. Wat is Echt
- 13. Eerlijk
- 15. Low Key
- 16. Zonder Jou
- 17. Is het Te Laat

Losse tracks
- Ayden - Far Away

### 2021

#### CHO -Chosen
- 08. Interlude
- 13. Nasty (met Bryan Mg)

#### Ronnie Flex -Altijd Samen
- 12. Terug Nu

#### Cor -Weg Van Hier
- 02. All I Need (met Josylvio)

#### Equalz - Represent
- 03. Voor Je Val (met Bryan Mg)

#### Cor & Reverse -Beloofd
- 01. Lost (Intro)
- 02. In Die Coupe (met Idaly)
- 03. Jungle
- 04. Nog Steeds (met Emms)
- 05. Terug Naar Toen (met Adje)
- 06. Alles wat ik wil (met Ronnie Flex en Idaly)
- 07. Jayce (met Trijntje Oosterhuis)
- 08. Back In The Field (met Kevin en Henkie T)
- 09. Hold On (met OCS)
- 10. Hier Ver Vandaan (met Frenna)
- 11. Interlude
- 12. Family (met Frenna en KA)
- 13. Beloofd (Outro) (met Glen Faria)

#### Adje, Hef en Crooks -Boyz In De Hood 2
04. Zelfde Team
07. Lagi Nek (met Ray Fuego)

#### Losse tracks
- Chivv x KM - Switch sides
- Idaly - Laat Me Zien
- Idaly - Ik Heb Je (met Henkie T en Yssi SB)

### 2022

#### Adje -Vossig 2
- 00. Geen Crisis (met Idaly)